# Leporinus octofasciatus
Leporinus octofasciatus är en fiskart som beskrevs av Steindachner, 1915. Leporinus octofasciatus ingår i släktet Leporinus och familjen Anostomidae. Inga underarter finns listade i Catalogue of Life.